# Gisiza (vattendrag i Burundi, Kayanza, lat -3,00, long 29,75)
Gisiza är ett vattendrag i Burundi.   Det ligger i provinsen Kayanza, i den nordvästra delen av landet, 60 kilometer nordost om huvudstaden Bujumbura.
Omgivningarna runt Gisiza är en mosaik av jordbruksmark och naturlig växtlighet. Runt Gisiza är det tätbefolkat, med 397 invånare per kvadratkilometer.